# Special Air Service
|  |

Special Air Service

The Regiment

Kopenska vojska
Specialne sile Združenega kraljestva
polk specialnih sil
celoten polk v 12 urah
protiteroristično bojevanje (CT)

specialni projekti (SP)

protirevolucijsko vojskovanje (CRW)

bližnje izvidništvo (CTR)

hitroreakcijska sila (QRF).

Credenhill (bivši Stirling Lines),

Hereford, Anglija
Who Dares Wins (uradni; Kdor tvega zmaga)

Speed Aggression Surprise (neuradni; Hitrost Agresija Presenečenje)
julij 1941
izvajanje diverzij v nemškem
 zaledju v Severni Afriki
Druga svetovna vojna: operacija Bakla, operacija Speedwell, operacija Overlord, operacija Bulbasket, operacija Houndsmith, operacija Gian, operacija Loyton
korejska vojna
Malajska vstaja
Omanski državni udar
operacija Nimrod
falklandska vojna
zalivska vojna: Bravo Two Zero
globalna vojna proti terorizmu: operacija Trajna svoboda, iraška vojna
Special Air Service (tudi Special Air Service Regiment; kratica SAS oz. SASR) je poglavitna specialna organizacija Britanske kopenske vojske in ena najbolj poznanih vojaških enot na svetu.
Ustanovljena je bila leta 1941 z namenom izvajanja diverzij za nemškimi črtami v Severni Afriki; te diverzije je izvajala v sodelovanju s Long Range Desert Group. Danes je model za podobne enote v mnogih državah. SAS je najmanjši in najbolj skrivnosten polk v Britanski kopenski vojski, a hkrati privlači največjo medijsko pozornost.
Trenutno deluje v sestavi Specialnih sil Združenega kraljestva.

## Zgodovina
1941-1945
SAS je ustanovil poročnik David Stirling med drugo svetovno vojno. Prvotno je bila enota namenjena za izvajanje udarov in sabotaž daleč v sovražnikovem zaledju v puščavi; delovala je skupaj s Long Range Desert Group (LRDG). Stirling, ki je prihajal iz No.8 Commando, je pripadnike nove enote iskal med vojaki, ki so robustno individualni in iniciativni. Tako je nabiral rekrute po različnih drugih enotah, predvsem iz Layforce. Sam naziv, Special Air Service, je nastal kot prevara, da bi sovražnik precenil moč enote.
Prva misija enote, padalski skok nad sovražnikovem zaledju in sabotažne dejavnosti kot podpora istočasni operaciji generala Sir Clauda Auchinlecka, v novembru 1941 je bila katastrofa. Od 62 padalcev je le 22 doseglo zbirno mesto, tako da so nato misijo odpovedali in pripadniki so se peš vrnili proti matični bazi. Stirling je vseeno uspel organizirati naslednjo nalogo, toda tokrat so bili v zaledje transportirani s pomočjo LRDG. SAS je tako istočasno napadla tri nemška letališča (Aqedabia, Sirte in Agheila) in uničila 61 sovražnikovih letal brez lastnih izgub. Posledično je 1 SAS dobil polkovni status in Stirlingov brat, William »Bill« Stirling, je dobil nalogo, da organizira sestrski polk 2 SAS.
Med to puščavsko vojno je SAS izvedla številne uspešne in neverjetne dolgosežne infiltracije ter uničila številna letala in skladišča goriva. Zavoljo njih in njim sorodnih enot je Hitler izdal Kommandobefehl, ki je narekoval, da se vse ujete operativce specialnih sil usmrti. Istočasno je SAS uporabila novo bolj mobilno taktiko bojevanja, ko je napadala s pomočjo džipov, ki so bili oboroženi s mitraljezi (Vickers K, ...). Tako je kolona džipov vozila z visoko hitrostjo okoli svojih tarč, medtem ko so posadke džipov (po navadi en voznik in dva strelca) zasipavale tarče z neprestanim streljanjem.
Po porazu sil osi v Severni Afriki se je vojskovanje preselilo na italijanska tla. SAS je tako sodelovala v operaciji Bakla, invaziji na Sicilijo in posledičnih bojih na Apeninskem polotoku. Januarja 1943 je bil David Stirling ujet in do konca druge svetovne vojne je ostal vojni ujetnik v gradu Colditz. Poveljstvo nad SASom sta prevzela njegov brat Bill Stirling in Blair »Paddy« Mayne.
V Italiji je SAS uporabila isto taktiko kot v Afriki. Prodrla je v sovražnikovo zaledje, napadala letališča, konvoje, uničevala železniške proge, ... Med kampanjo je SAS iz pridruženih italijanskih partizanov in osvobojenih ruskih vojnih ujetnikov ustanovila Zavezniški SAS bataljon, ki je napadal predvsem komunikacijske povezave. Leta 1945 je major Farran izvedel najuspešnejši napad v celotni kampanji, ko je napadel štab nemškega 5. korpusa, v katereme je padel general in nekaj štabnih pripadnikov.
Pred operacijo Overlord, invazijo na Normandijo, je SAS poslala v Francijo več štiričlanskih skupin, ki so pomagali, urili, usklajevali delo francoskega odporniškega gibanja. Za razliko od dotedanjih taktik je v Franciji SAS opravljala premike podnevi, medtem ko je napadala ponoči. To je bila posledica zavezniške letalske premoči, tako da Nemci niso opravljali večjih transportov podnevi. Največja operacija SAS v Franciji je bila operacija Houndsmith, v kateri je 144 pripadnikov SASa opravilo padalski skok (skupaj z džipi in celotno opremo) blizu Dijona. Med dnevom D in po njem je SAS nadaljevala svoje delo in tako onemogočila oz. ovirala sovražnikovo delovanje. Najhujša enkratna izguba med celotno vojno se je zgodila prav v Franciji, ko so Nemci usmrtili 24 ujetnih sasovcev, skupaj s še enim ameriškim pilotom Vojnega letalstva Kopenske vojske ZDA. Po koncu druge svetovne vojne je SAS iskala vojne zločince.
Ob koncu vojne je SAS imela pet polkov, od tega sta bila dva britanska, dva francoska in en belgijski.
1946-1979
Po drugi svetovni vojni je britanski War Office razpustil vse tri tujerodne polke (dva francoska in enega belgijskega), ki so se vrnili v domovino in ustanovili podobne elitne enote. Tako je bil 3 SAS reorganiziran v 2e Régiment Chasseur Parachutistes, 4 SAS pa v 3e Régiment Chasseur Parachutistes. Belgijski 5 SAS pa je postal 1. bataljon Belgijskih padalskih komandosov. Britanski SAS tako ni več obstajal kot aktivna vojaška enota, toda obstajal je 21 SAS kot del Teritorialne vojske.
Toda zaradi dejavnosti Malajske rasne osvobodilne vojske, ki so napredovale v malajsko vstajo, je leta 1950 brigadir Mike Calvert ponovno ustanovil SAS kot komando enoto, ki bi delovala kot medvojni činditi. 21 SAS je bila tako izvzeta iz korejske vojne in poslan na Malajo. Pripadnike novoustanovljene enote so pridobili iz vrst bivših pripadnikov SAS, drugih enot Britanske kopenske vojske, Rodezije in celo vojaških zaporov. Prvotno so enoto nameravali poimenovali Malajski skavti, a so se pozneje 
odločili za SAS.
Poleg osnovnega vojaškega urjenja so pridobili tudi naravne veščine (preživetje v džungli, sledenje,...), ki so jih naučili Ibani z Bornea. Kot del osvajanja src in umov so postali izurjeni v prvi pomoči, lokalnih jezikih,... Pripadniki so delovali v skupinah po 2 ali 4, ki so opravljale patrulje po džungli (na koncu je tako ekipa sama preživela 3 mesece v džungli). Do konca leta 1955 je bilo tako v državi 5 SAS eskadronov, ki so tu ostali še vse do leta 1958.
Po končanju malajske kampanje so sledile nove: Oman (1958-1959), Borneo, Brunej, Saravak (1963-1966), Aden (1964-1967), Oman (1970-1977),... Večina teh udeležb je bila neuradnih, saj je SAS začela pridobivati tudi druge naloge (telesno stražarstvo državnikov, protiteroristično bojevanje,...) in hkrati povečala stopnjo tajnosti. Tako so se iz elitne enote spremenili v popolnoma specialno silo. Tako so začeli delovati tudi v civilnih oblačilih in uniformah drugih enot, da so prikrili svojo prisotnost.
1980-2001
30. aprila 1980 je šest iranskih teroristov zavzelo iransko veleposlaništvo, ki se je nahajajo na Princes Gate v Londonu. Po šestih dneh neuspešnih pogajanj in umoru enega talca je takratna britanska predsednica vlade, Margaret Thatcher, ukazala SASu, da izvede napad na veleposlaništvo in osvobodi talce. Tako so 5. maja ob 19:26 izvedli operacijo Nimrod, napad, ko je več kot 30 operativcev vdrlo v zgradbo (nekateri skozi balkonska vrata, okna,...). V napadu je umrlo 5 od šestih teroristov (eden je bil ujet), medtem ko so rešili 22 od izvirnih 24 talcev. To je bila tudi prva vojaška operacija, ki je bila posneta in predvajana v živo po televiziji, kar je zelo popravilo mnenje javnosti in dvignilo ugled polka.
Med falklandsko vojno leta 1982 so SAS ekipe sodelovale skupaj s SBS. Tako so bili na Falklandskih otokih že pred glavno invazijo na otoke, ko so opazovali argentinske položaje. Tako so usmerjali letalski napad Harrier na letališče Stanley, ki je uničil argentinske helikopterje in sami napadli letališče na Pebble Island, kjer so uničili 11 letal Pucará. Med vojno je 22 SAS, pod poveljstvom podpolkovnika Mika Rosea, imel kot edina enota neposredno satelistsko komunikacijo s Združenim kraljestvom.
Leta 1987 je SAS na ponovni ukaz Thatcherjeve zadušil upor v visokovarnostnem zaporu v Peterheadu na Škotskem.
Med zalivsko vojno leta 1991 se je SAS vrnila k svojim koreninam; opravljala je podobne naloge kot med drugo svetovno vojno. Prodrla je globoko v sovražnikovo zaledje, kjer je zbirala obveščevalne podatke in uničevala premične lanserje raket Scud. Najbolj znana misija SASa med celotno vojno je t. i. Bravo Two Zero. Ta osemčlanska patrulja je bila poslana na lov za Scudi, ko so jih odkrili Iračani. Med njihovim pobegom proti iraško-sirijski meji (okoli 120 milj od kraja odkritja) so bili neprestano tarča iraških oboroženih sil. Tako so sasovci ubili okoli 250 iaških vojakov, a tudi sami utrpeli visoke izgube. Štirje so bili ujeti in pozneje mučeni, trije so padli v boju, medtem, ko je le en, desetnik Chris Ryan, dosegel mejo.
Nekateri bivši pripadniki so se borili tudi v vietnamski vojni in pomagali mudžahedinom med sovjetsko-afganistansko vojno. Med le-to je SAS tudi uradno uril mudžahedine na Škotskem, kjer so jih uničili gverilskega bojevanja.
Septembra 2000 so člani eskadrona D (skupaj z nekaterimi drugimi enotami Britanskih oboroženih sil) sodelovali v operaciji Barras, v kateri so rešili 6 zajetih pripadnikov Kraljevega irskega polka in enega podčastnika iz Sierra Leona, ki so jih ugrabili West Side Boys.
2002-2005
Po terorističnih napadih 11. septembra 2001 je bil SAS, skupaj s Avstralskim SASom, napoten v Afganistan. Ena najuspešnejših operacij je bila operacija Trent, ko je polovica polka napadla skladišče opija v provinci Helmand, ki je istočasno bilo lokalno poveljstvo Al Kajde. V napadu so uničili za 85.000.000 dolarjev opija in uničili poveljstvo.
Po koncu večjih operacij v Afganistanu je bil SAS premeščen na Bližnji vzhod, kjer je ponovno deloval na svojem rojstnem terenu - puščavi. Tako je SAS sodeloval v iranski vojni v sestavi Koalicije voljnih. Po tem je ostal v Iraku, kjer je izvajal operacije proti uporniškim gibanjem in terorističnim skupinam, ki so ogrožale proces demokratizacije države.
Severna Irska

## Organizacija
Druga svetovna vojna
- 1 SAS (Britanci)
- 2 SAS (Britanci)
- 3 SAS (Francozi)
- 4 SAS (Francozi)
- 5 SAS (Belgijci)

Malaja
Trenutna
Trenutno so znotraj SAS trije samostojni polki kot tudi polet Army Air Corps (AAC) in dva eskadrona Royal Corps of Signals, ki podpirajo SAS; sestavljajo jih mešano osebje, del pripadnikov SAS in del pripadnikov regularnih sil. Regularni element SAS je 22 SAS Regiment, ki ga podpirata dva polka Teritorialne vojske (21 SAS polk in 23 SAS polk; tudi SAS(R)). Vsi pripadniki SASa morajo prestaviti selekcijski proces, a zaradi rezervne strukture Teritorialne vojske, je selekcija za pripadnike 21 SAS in 23 SAS razpotegnjena na več kot leto.
| 21st SAS Regiment (Artists)        | 22nd SAS Regiment | 23rd SAS Regiment                 |
| Poveljstvo (Regent's Park, London) | Poveljstvo        | Poveljstvo (Wolverhampton)        |
| A eskadron (Regent's Park)         | A eskadron        | A eskadron (Invergowrie/Glasgow)  |
| C eskadron (Basingstoke/Cambridge) | B eskadron        | B eskadron (Leeds)                |
| E eskadron (Newport)               | D eskadron        | C eskadron (Newcastle/Manchester) |
|                                    | G eskadron        |                                   |

Poleg tega je L odred (bivši R eskadron) del Teritorialne vojske, a je dodeljen 22 SAS kot nadomestilo za poškodovane in ranjene pripadnike. Vsi pripadniki so bivši pripadniki SAS oz. so bili pripadniki redne kopenske vojske. R trop izvaja podobno nalogo za komunikacijsko enoto.
Vsi trije polki imajo različne razolžitve: polka Teritorialne vojske sta specializirana za bližinsko izvidništvo, medtem ko 22 SAS izvaja širok spekter nalog, med drugim tudi protirevolucijsko vojskovanje, protiteroristično bojevanje in deluje kot hitroreakcijska sila.  Sodelovanje med polki je tesno, saj so pripadniki 22 SAS rutinsko dodeljeni drugima dvema polkoma. V 80tih letih 20. stoletja je direktor SAS, brigadir Peter de la Billière sprejel pravilo, ki določa, da vsak častnik in višji podčastnik, ki želi napredovati, mora predhodno služiti v SAS(R).
22 SAS ima poveljestvo, načrtovalno in obveščevalno sekcijo, operativno-raziskovalno sekcijo, CRW krilo in trenažno krilo.
Vsak eskadron je razdeljen na štiri 16-članske trope, ki imajo različne zadolžitve (Zračni trop, Čolnarski trop, Mobilni trop in Gorski trop).
CRW krilo je sestavljeno iz enega eskadrona, ki se zamenja vsakih 6 do 9 mesecev. Eskadron je takrat razdeljen na dva tropa:
- Rdeči trop (Zračni in gorski trop)
- Modri trop (Čolnarski in mobilni trop).

Obadva tropa sta nadalje razdeljana na jurišno skupino in ostrostrelsko ekipo.
SAS je nastanjen v Herefordu na zahodu Anglije. Prvotni dom je bil Stirling Lines, a so se leta 1999 preselili v bivšo latalsko bazo RAFa Credenhill na obrobju Hereforda.

## Naloge
Trenutno naloge SAS so:
- zbiranje obveščevalnih podatkov za sovražnikovimi linijami,
- uničevanje sovražnikovih ciljev globoko v njegovem zaledju,
- varovanje pomembnejših britanskih državnikov,
- izvrševanje CRW operacij v podpori policijskim enotam (kot je SO19),
- delovanje brez uradne vpletenosti Vlade Združenega kraljestva,
- usposabljanje specialnih sil drugih držav in
- izvajanje protiterorističnih operacij doma in po svetu.

## Selekcija in urjenje
Poveljujoči častnik major John Woodhouse je leta 1952 uvedel selekcijski postopek za vstop v SAS. Predhodno so bili sprejeti v SAS tisti, ki so se dokazali v bojih.
Selekcija in trening je najbolj zahtevno vojaško urjenje v Britanski kopenski vojski; po nekaterih podatkih naj bi selekcijo uspešno prestalo le 2-10 % kandidatov. Selekcija je test moči, vzdržljivosti in sposobnosti reševanja problemov; sam postopek poteka v dolinah Brecon in Elan v Walesu ter v brunejski džungli. Del selekcije poteka tudi v puščavi Namib. Sam postopek traja 6 mesecev.
Selekcijo organizirajo dvakrat letno neglede na vremenske razmere. Kandidat mora biti moški in biti pripadnik regularne sestave oboroženih sil najmanj 3 leta oz. biti pripadnik 21 SAS ali 23 SAS (ki se lahko pridružijo neposredno kot civilisti) najmanj 18 mesecev. Vsi kandidati, ki se prijavijo, morajo imeti do konca služenja najmanj 39 mesecev. Kandidat, ki ne opravi selekcije, je »vrnjen k svoji matični enoti«. Kandidati se lahko le dvakrat prijavijo na selekcijski postopek, nakar se ne morejo več prijaviti.
Kot druge enote Britanskih oboroženih sil, SAS sprejema pripadnike tudi iz držav Commonwealth, pri čemer prednačijo Fidži, bivša Rodezija, Nova Zelandija in Avstralija. Glavna rekrutna baza SASa je Padalski polk.
Uvajalni tečaj v specialne sile (2 dni)
Preko vikenda kandidatom predstavijo življenje pripadnikov Specialnih sil Združenega kraljestva in jim predstavijo, kaj jih čaka v nadaljnjem postopku. Hkrati opravijo test orientacije s kompasom in zemljevidom, test plavanja, test prve pomoči in test bojne vzdržljivosti.
Vzdržljivost in orientacija (4 tedne)
Potem, ko podpišejo dokument, s katerim potrdijo, da so pripravljani za težke naloge, se začne selekcija. Prvi del selekcije se odvija v dolinah Brecon in Elan, kjer je zelo nepredvidljivo vreme (zaradi tega je že umrlo nekaj kandidatov; vzrok je bila podhladitev. Prava selekcija se tako začne z Battle Fitness Test (BFT) (tek na 2,5 km pod 13 minutami in tako tek na isto razdaljo pod 11½ minutami). Prvi teden predvsem tečejo v okloci, pri čemer imajo pri vzponu na bližnje hribe majhno breme v nahrbtnikih. Istočasno opravijo še predavanja o orientaciji s pomočjo kompasa in zemljevida. Temu sledijo orientacijski teki v manjših skupinah ponoči v gozdu. Vztrjano jim povečujejo težo v nahrbtnikih in začeti morajo nositi jurišno puško SA80 brez nosilnega jermena; tako jo morajo nositi v rokah, ko plezajo in tečejo. V tretjem tednu morajo opraviti orientacijo po zemljišču le z uporabo zemljevida, pri čemer si pomagajo s ključnimi reliefnimi točkami. Tako morajo najti nadzorne točke, kjer morajo nadzornikom pokazati, kje na zemljevidu se nahajajo, predno jim dajo lokacijo druge nadzorne točke. Pri tem jim ne izdajo, koliko časa ta preizkus traja in kakšne razdalje bodo premagali. V zadnjem tednu imajo vsak dan tekmo s časom; vse naloge morajo opraviti v točno določenem času, pri čemer jim povečajo težo v nahrbtnikih in razdalje. »Long Drag« je zadnji, dokončni test - preko 40 milj dolga pot preko gora, ki jo morajo prekoračiti v 20-24 urah.
Uvodni nadaljevalni trening (4 tedne)
Ta del selekcije je namenjen natančnemu in realističnemu urjenju v obvladovanju orožja in eksplozivnih sredstev ter taktike manjših patrulj. Tisti, ki še niso kvalificirani padalci, v tem delu končajo tudi padalski tečaj; po končanju tega tečaja prejmejo SAS padalska krila, ki jih nosijo na vrhu desnega rokava.
Džungelski trening (6 tednov)
Vojake razdelijo v štiričlanske patrulje, ki jih nato nenehno opazuje Direkcijski štab. V tem času morajo eno uro ob zori in eno uro ob zatonu sonca stati pri miru (ne smejo pasti) in morajo imeti pri sebi nenehno svoj bojni nož. Po tečajih orientacije v gostem rastju, upravljanju čolnov, izgradnji bivališč in džungelskega bojevanja jih čaka test, v katerem morajo uporabiti vse novo dobljeno znanje, ki ga morajo uporabiti pravilno.
Bojno preživetje (4 tedne)
En mesec kandidati preživijo v urjenju preživetja v naravi, uporabljati surovine, najdene v naravi ter jih učijo taktike pobega in izogibanja prijetju. Tako opravijo tečaj zasliševanja; pri tem jim predavajo bivši vojni ujetniki. Zadnjih nekaj dni je rezerviranih za pobeg in izogibanje, pri čemer morajo kandidati čim dalj časa bežati pred svojimi inštruktorji ali pa pripadniki Padalskega polka oz. Gurkami. Ko jih ujamejo, mora kandidat prestati taktično zasliševanje. Vojaki imajo prevezane oči, jih podvržejo stresnim situacijam, belemu hrupu, dehidraciji in lakoti. Kandidati lahko odgovorijo na vprašanja le z:
- imenom
- činom
- serijsko številko
- dnevom rojstva
- Na žalost ne morem odgovoriti na to vprašanje.

Praktično pa lahko vojaki med pravim zaslišanjem povejo svojo veroizpoved, krvno skupino in predhodno medicinsko zgodovino. Če se zlomijo med zasliševanjem, izpadejo iz selekcije in jih vrnejo v matične enote.
Uspešno končanje selekcije
Ko kandidati uspešno končajo selekcijo, izgubijo prešnji čin in postanejo »troopers«. Spet morajo iti skozi proces napredovanja, a dobijo nazaj svoj prešnji čin (z ustreznim povišanje glede na dolžino služenje), če zapustijo SAS. Častniki, ki morajo imeti najmanj čin stotnika, ne izgubijo čina, a lahko v SASu ostanejo le 3 leta. Potem se lahko ponovno pridružijo za drugo triletno služenje, če seveda uspešno končajo selekcijo.
Specialistični trening
Specialistični trening zajema:
- prvo pomoč (tudi delo v bolnišnicah in en teden v mrtvašnici)
- komunikacije
- HALO
- HAHO
- ostrostrelstvo (vsi pripadniki SAS se usposabljajo pri ostrostrelcih Kraljevih marincev)
- jezike
- spretnost upravljanja vozil
- CRW trening
- vstop z uporabo eksploziva

## Skrivnostnost
Po vstopu v polk morajo vsi pripadniki upoštevati stroga pravila, ki zagotavljajo čim večjo anonimnost; tako lahko zaupajo le bližnji družini, da so pripadniki SAS. Pripadniki SAS, ki sodelujejo s policijo, ne smejo povedati policistom imen in drugih informacij.
Po kakršnem bojnem streljanju imajo pripadniki pravico do 24 ur počitka (drugje jih takoj po dogodku zaslišijo) in da ne predajo dokazov policiji. Če pripadnik dobi odlikovanje, se ga v register odlikovancev vpiše kot pripadnika svojega matičnega polka in ne SAS; isto se zgodi, če pripadnik SAS umre med služenjem; hkrati ne javno objavijo njegove smrti.
Po končanem služenju ne smejo govoriti o sodelovanju v neuradnih oz. črnih operacijah. Bivši pripadniki pogosto uporabljajo psevdonime, ko na primer Andy McNab.
Vlada Združenega kraljestva ne izdaja nobenih uradnih objav o SASu; če izda poročilo o operaciji, v kateri je sodelovala tudi SAS, jih v poročilu tudi ne omenjajo. Ministrstvo za obrambo Združenega kraljestva ima pravilo, da ne objavlja nikakršnih informacij o SASu.

## Oznake
SAS ima, kot vsaj britanski polk, svoje značilne oznake in simbole:
- baretka peščene barve,
- naglavni znak, ki prikazuje »plemeneči meč Demokleja«,
- SAS padalska krila,
- srebrne priponke polkovne zastave,
- kraljevomodri konjeniški pas in
- srebrna pasna sponka z vgraviranim polkovnim znakom.

## Battle Honours
- druga svetovna vojna: Severnozahodna Evropa 1944-1945; Bengazi napad, Tobruk 1941; Severna Afrika 1940-1943; Izkrcanje na Siciliji, Sicilija 1943; Valli di Commacchio, Italija 1943-1944; Grčija 1944-1945; Sredozemlje, Bližnji vzhod 1943-1944
- Falklandski otoki 1982
- Zahodni Irak, Zaliv 1991

## Pripadniki
Nekateri bolj znani pripadniki SAS so:
- Michael Calvert
- Johnny Cooper
- John Hamilton
- Anders Lassen
- Jock Lewes
- Paddy Mayne
- Michael Rose
- Chris Ryan
- David Stirling
- William Stirling
- Peter de la Billire
- Bear Grylls